# (10795) Babben
(10795) Babben est un astéroïde de la ceinture principale.

## Description
(10795) Babben est un astéroïde de la ceinture principale. Il fut découvert le 1er mars 1992 à La Silla par le programme UESAC. Il présente une orbite caractérisée par un demi-grand axe de 3,22 UA, une excentricité de 0,04 et une inclinaison de 22,5° par rapport à l'écliptique.

## Compléments